# 笠原賢人
笠原 賢人（かさはら けんと、1988年5月17日 - ）は新潟県新発田市出身の俳優。

## 人物
エコーズ所属の役者。
小さい頃からサッカー、野球、ドッジボール、水泳、陸上など、様々なスポーツに取り組み球技全般が得意。小学校時代にはドッジボールの公式大会で全国ベスト8にも進出した。
趣味は漫画喫茶、一人旅。
特技はトランプマジックを見破ること。(自身も少しだけトランプマジックはできるとのこと)
普段は主に舞台を中心に活動中。自ら脚本・コントも書き主にコメディ系の作品が多い。コントユニット「エドガワ・ボトルコーヒー」にも所属する。
舞台の際、その役作りや用意してくるキャラクターの奇抜さから共演者に「この人、頭がおかしい」とよく言われるらしい。
好きな俳優はベン・スティラー、ローワン・アトキンソン、安田顕。

## 出演作品

### 舞台
2017年
- 『ニューシネマパラダイちゅ』(作・演出 江戸川崇)高知公演

2016年
- 二人芝居『two people pray…』作・演出・出演
- コントライブ『エドガワ・ボトルコーヒーvol.2～エドガワ・アイスコーヒー～』作・演出・出演
- 『どのくらいエフェクト』(作・演出 江戸川崇)
- 『逆流家族』(作・演出 ジュオス藤桑)
- コントライブ『エドガワ・ボトルコーヒー』(作・演出 江戸川崇)
- 『軽くフィクション』(作・演出 江戸川崇)

2015年
- 『potluck9』
- 『新釈・ロクモンセン』(作・演出 伊勢直弘)
- 『わたしの、領分。』(作・演出 松澤くれは)
- 『戦国アサシン』(作・演出 佐藤仁)
- 『potluck～恋するアンチヒーローver～』
- 『恋するアンチヒーロー』(作 羽仁修・演出 伊藤陽佑)
- 『レンアイドッグス』(作・演出 江戸川崇)

2014年
- 『メイドインヘブン』(作・演出 江戸川崇)
- 『ニューシネマパラダイちゅ』(作・演出 江戸川崇)
- 『天爛のパティシエ』(作・演出 羽仁修)
- 『永遠にムーン』(作・演出 江戸川崇)
- 『ハルジオン』(作 吉田七恵・演出 大野清)
- 『グッドファーザー』(作・演出 江戸川崇)

2013年
- 『クラッシャーズラブソング』(作 久保田唱・演出 伊勢直弘)
- 『ポセイドンの孫とYシャツと私』(作・演出 江戸川崇)

2012年
- 『オーバースマイル』(作 久保田昌・演出 輪島貴史)
- 『あした あさって しあさって』

2011年
- 『ザ・デッドエンド』
- 『４つの駒』
- 『ザ・デッドエンド』

### 映画
- 『ミスムーンライト』 (監督:松本卓也)
- 『ニート選挙』（監督:沖田光、鈴木公成)

### テレビ
- 『世にも奇妙な物語』
- 『踊る!さんま御殿!!』
- 『あらすじ名作劇場』
- 『世紀のワイドショー!ザ・今夜はヒストリー』
- 『ザ!世界仰天ニュース』
- 『嵐にしやがれ』
- 『笑っていいとも!』
- 『きみが心に棲みついた』
- 『revisions リヴィジョンズ』- モーションアクター[1]

### CM
- サントリー 「グルコサミン&コンドロイチン+」
- ガスト 宅配サービス 「ラークル」
- リンクアンドモチベーション モチベーションクラウド　「営業会議」篇
- ケンタッキー「ランチ」編

### DVD
- 『potluck9』
- 『新釈・ロクモンセン』
- 『戦国アサシン』